# Beau (nome)
Beau  è un nome proprio di persona inglese maschile.

## Varianti
- Maschili: Bo[2]

## Origine e diffusione

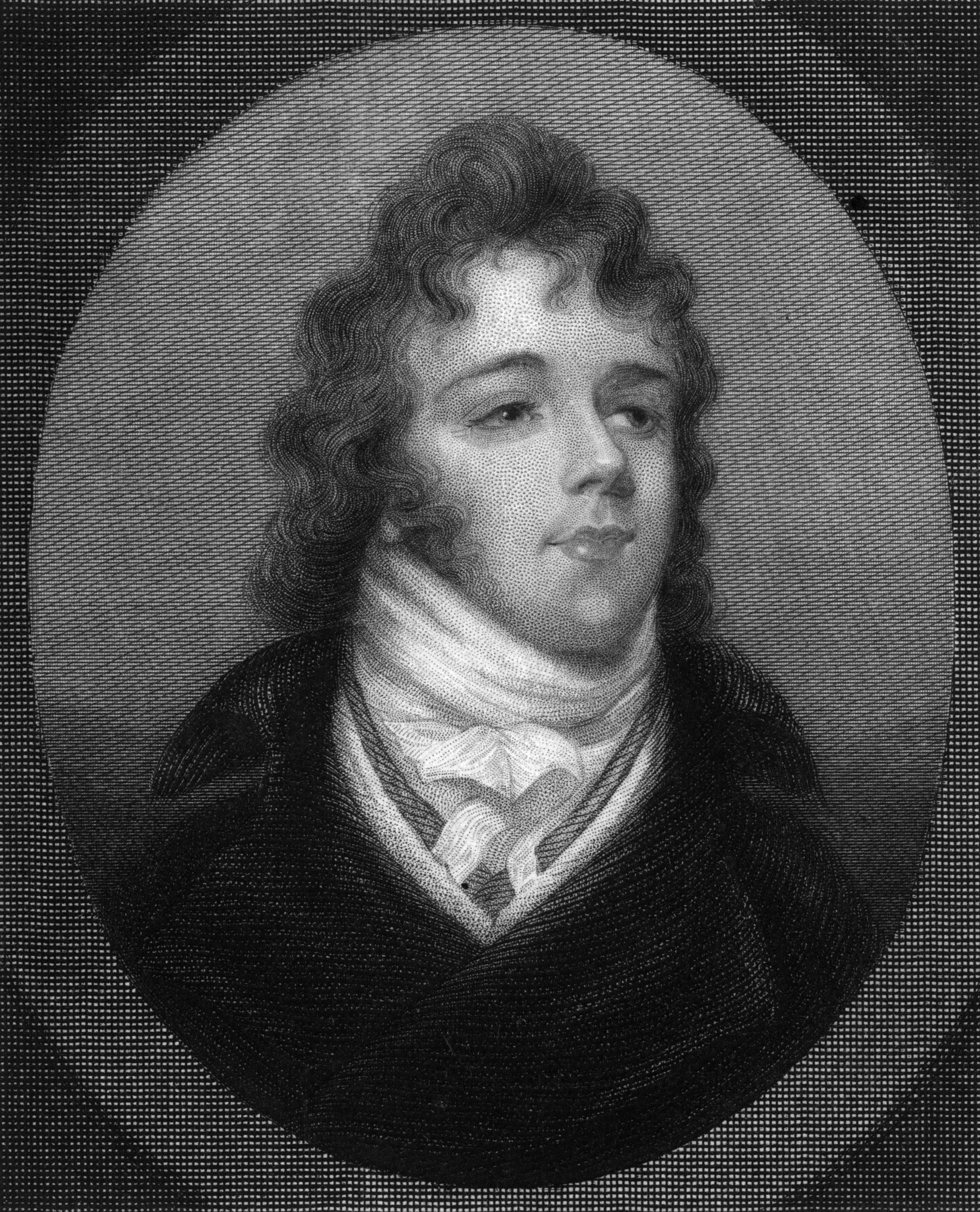
Beau Brummell in un'incisione del XIX secolo

Riprende il termine francese beau, che vuol dire "bello", "attraente" (etimologicamente, dal francese antico bel, a sua volta dal latino bellus un diminutivo di bonus), ed è quindi analogo per significato ai nomi Bella, Specioso, Jamil, Callisto, Bonnie e Grażyna.
Tipico dell'inglese americano, il suo uso come nome proprio ha preso il via sul finire del XIX secolo, anche se prima ancora veniva utilizzato come soprannome per avventurieri galanti, come nel caso del dandy George "Beau" Brummel, un uso riportato anche nel romanzo di P. C. Wren Un dramma nel Sahara (in originale Beau Geste), da cui sono stati tratti alcuni film. Nato come nome esclusivamente maschile (riflettendo il genere dell'aggettivo francese, anch'esso maschile), dal XX secolo il nome è stato usato occasionalmente anche come femminile.

## Onomastico
Il nome è adespota, non essendo portato da alcun santo. L'onomastico ricade il 1º novembre, giorno di Ognissanti.

## Persone

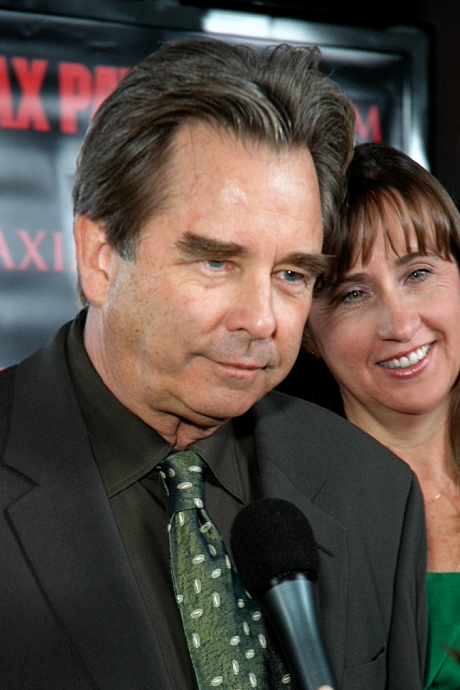
Beau Bridges

- Beau Allen, giocatore di football americano statunitense
- Beau Bridges, attore e regista statunitense
- Beau Hill, produttore discografico statunitense
- Beau Hoopman, canottiere statunitense
- Beau Jack, pugile statunitense
- Beau Mirchoff, attore statunitense naturalizzato canadese
- Beau Molenaar, calciatore olandese

### Femminile
- Beau Garrett, attrice e modella statunitense

## Il nome nelle arti
- Beau Wilkes è un personaggio del romanzo di Margaret Mitchell Via col vento, e dell'omonimo film da esso tratto.